# Supercoppa serba 2022 (pallavolo maschile)
La Supercoppa serba 2022, 12ª edizione della Supercoppa nazionale di pallavolo maschile, si è svolta il 11 ottobre 2022: al torneo hanno partecipato due squadre di club serbe e la vittoria finale è andata per la prima volta al Partizan.

## Regolamento
La formula ha previsto una gara unica.

## Squadre partecipanti
| Squadra   | Qualificazione                     |
| --------- | ---------------------------------- |
| Partizan  | Vincitrice Coppa di Serbia 2021-22 |
| Vojvodina | Vincitrice Superliga 2021-22       |

## Torneo
| 11 ottobre 2022 SPC Vojvodina, Novi Sad Durata: 1h:55 - Spettatori: 700 | Vojvodina | 1 - 3 | Partizan | 25-21, 22-25, 22-25, 22-25 |